# Pietro Signorini
Pietro Signorini (Casalpusterlengo, 28 ottobre 1871 – Napoli, 16 dicembre 1916) è stato un dirigente d'azienda italiano.

## Biografia
Fu suo il progetto industriale che diede vita alla Società Generale delle Conserve Alimentari Cirio, fondata nel Gennaio del 1900 a Napoli a cui fu dato il nome di "Cirio" non solo per il rapporti storici e familiari di Francesco Cirio con buona parte dei fondatori ma perché in qualche modo era la continuazione del lavoro da questi fatto per oltre 40 anni e a cui viene riconosciuta, senza alcun dubbio, la nascita e lo sviluppo in Italia dell'industria delle conserve alimentari.
Pietro Signorini, formatosi a Londra e poi a Torino sotto la guida del Comandante Alberto Narizzano, socio di affari di Francesco Cirio, entrò come socio nella società che rilevò gli stabilimenti di Torino dismessi nel 1894 da Francesco Cirio e nel 1899 nella società napoletana "Pietro e Clemente Cirio, Bandini, Narizzano e Signorini" che fu il test del suo progetto industriale che grazie all'investimento finanziario di un gruppo di svizzeri rappresentati da James Aguet divenne poi la "Società Generale delle Conserve Alimentari Cirio" l'anno seguente.
È erede di una ricca famiglia di casari e proprietari terrieri di Casalpusterlengo.
Ha una grossa parte nella scelta di puntare sui pelati. Ha studiato anche all'estero, dà nuovi impulsi all'azienda aprendo nuove fabbriche al sud e nel napoletano incrementando i prodotti. Si impegnò anche in agricoltura per la produzione di ortofrutticoli in Campania, Lazio e in Puglia.
Nominato Cavaliere del Lavoro il 12 settembre 1909. Con lui è nata l'industria conserviera meridionale.